# Jacob van Hulsdonck

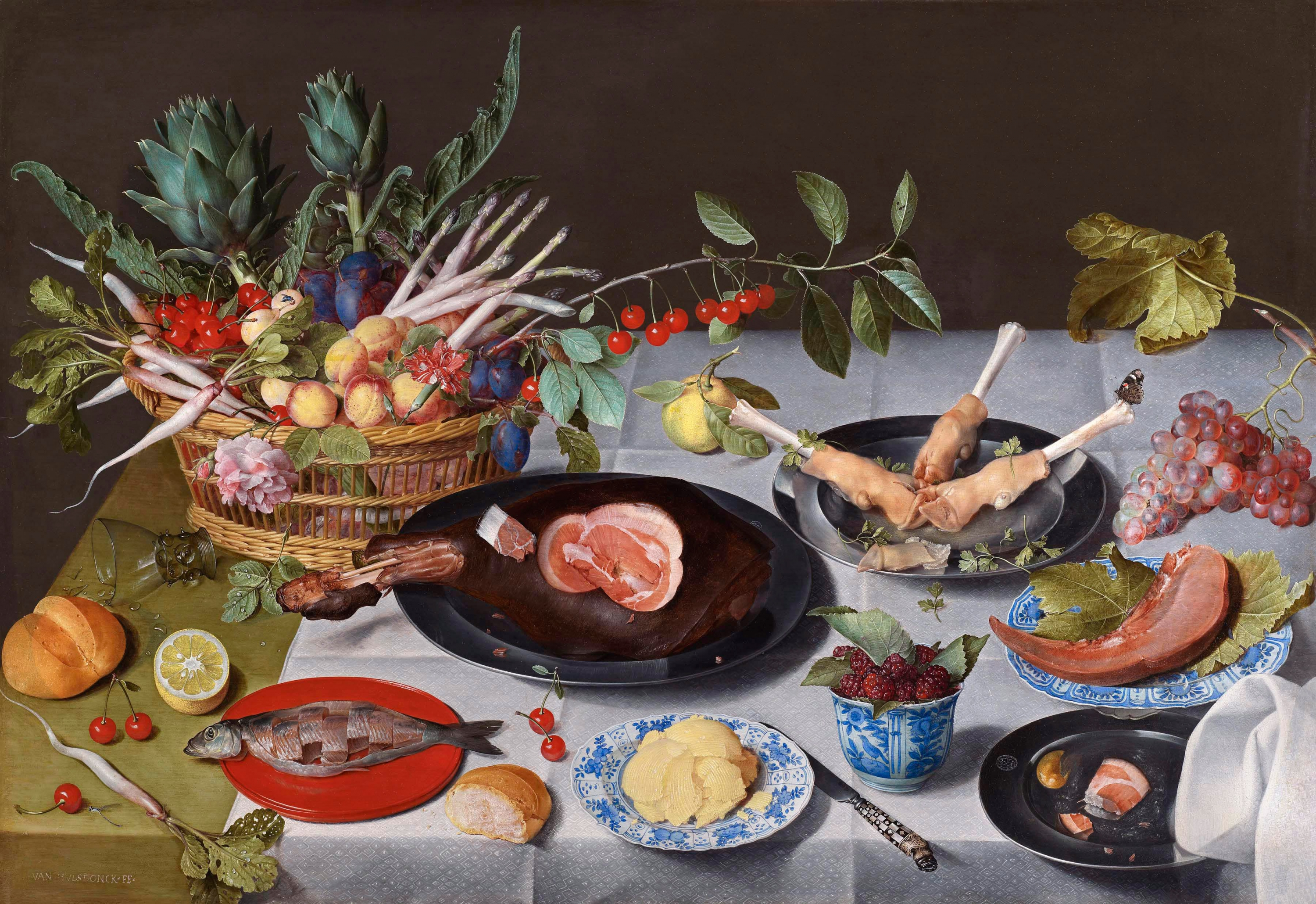
Obraz autorstwa Jacoba van Hulsdoncka

Jacob van Hulsdonck (ur. 1582 w Antwerpii, zm. 18 września 1647 tamże) – flamandzki malarz martwych natur.

## Życiorys
W 1608 został mistrzem w antwerpskiej gildii św. Łukasza. Malował bukiety kwiatów, kosze i talerze pełne owoców przyozdobione kwiatami oraz martwe natury śniadaniowe. Tworzył pod wpływem Ambrosiusa Bosschaerta, Balthasara van der Asta i Jana de Heema. Kontynuatorem i naśladowcą jego stylu był syn – Gillis van Hulsdonck.

## Wybrane dzieła
- Granaty i cytryny – Bonn, Rheinisches Landesmuseum
- Martwa natura: koszyk z winogronami i innymi owocami – Nowy Jork, Metropolitan Museum of Art
- Martwa natura z cytrynami (ok. 1620) – Los Angeles, J. Paul Getty Museum
- Martwa natura z cytrynami i salaterką – Berlin, Gemaeldegalerie
- Martwa natura z owocami – Florencja, Galleria Palatina
- Śliwki – Orlean, Musèe des Beaux-Arts
- Tulipany w wazonie (ok. 1610) – Haga, Museum Bredius